# Provanna admetoides
Provanna admetoides là một loài ốc biển, là động vật thân mềm chân bụng sống ở biển thuộc họ Provannidae.

## Miêu tả
Độ dài vỏ lớn nhất ghi nhận được là 7.9 mm.

## Môi trường sống
Độ sâu nhỏ nhất ghi nhận được là 630 m. Độ sâu lớn nhất ghi nhận được là 630 m.